# ウィスキー・スピーチ
ウィスキー・スピーチとは、アメリカ合衆国のミシシッピ州議員ノア・スウェットが1952年におこなった、禁酒法を巡る政治演説のこと。英語圏ではもしウイスキーによって(If-by-whiskey)というフレーズが、聞き手の意見によって話者の立場が変わってしまう相対主義の誤謬として知られる。ダブルスピークを用いた「もしウィスキーによって」という論法は、ある問題に関して対立している意見の両方を支持するようにみえるし、聞き手がどちらを支持する側であろうとそれに賛同しているかのようにみえる。つまり実質的に、どの立場にも立っていないのにある立場をとっているのである。この論法は、きわめて肯定的だったり否定的な意味合いを持った言葉を使ってなされるのが一般的である（例えば、ネガティブな「テロリスト」と、ポジティブな「自由の闘士」）。似た言葉に「八方美人」（all things to all people)があり、政治の世界でたびたび言及されるが、好ましくないものとされる。

## スピーチ
州議員であった若きノア・スウェットが1952年に行ったこのスピーチは、ミシシッピ州が酒規制を続けるか（結局これは1966年まで続いた）それとも合法化するかを巡って行われたものである。
アメリカの作家、ウィリアム・サファイアはニューヨークタイムズ紙上のコラムでこのウィスキー・スピーチを世に広めたが、その発言者を誤ってフロリダ州知事のフラー・ウォーレンとしていた。サファイアは後に自著でこれについて訂正を行っている。

## 派生
ウィスキー・スピーチにおける「もしもウィスキーによって」という論法は、他の論争的な話題にも派生している。たとえば「もし大麻によって」や、もし「神によって」といった具合である。